# Guidetto Guidetti

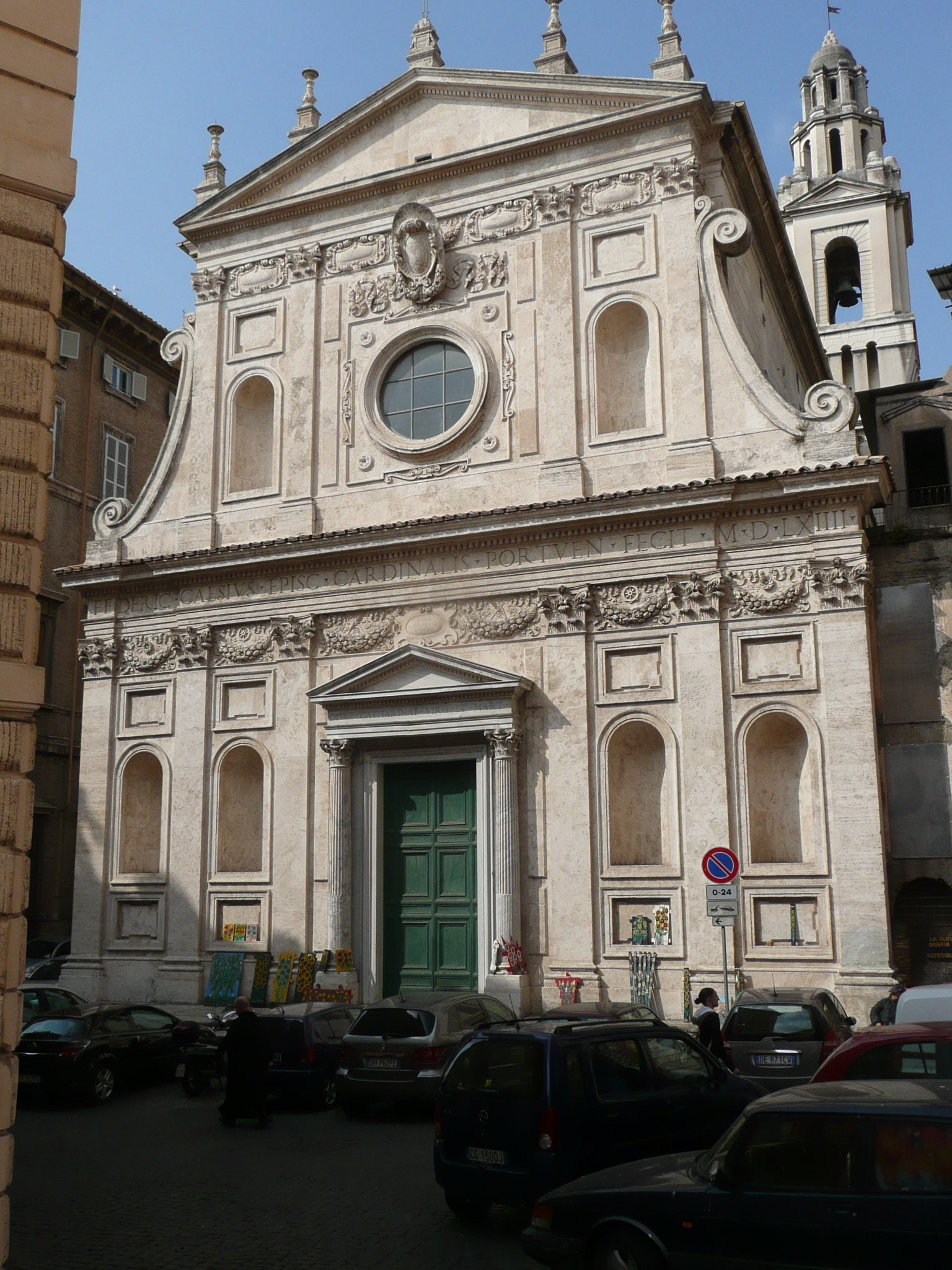
Santa Caterina dei Funari i Rom.

Guidetto Guidetti, född i Lombardiet, död 1564 i Rom, var en italiensk arkitekt som verkade under senrenässansen. Från 1550 var han aktiv i Rom.
Guidetti, som var en av Michelangelos elever, ritade bland annat kyrkan Santa Caterina dei Funari som uppvisar en harmonisk fasad. Mellan 1554 och 1560 uppfördes Santa Maria dell'Orto efter Guidettis ritningar. I basilikan Santa Maria Maggiore har Guidetti ritat Cappella Cesi, vilket är helgat åt den heliga Katarina av Alexandria.

## Bilder
| - Cappella Cesi i Santa Maria Maggiore med altarmålningen Den heliga Katarinas martyrium av Girolamo Siciolante da Sermoneta. |